# Paata Burchuladze
Paata Burchuladze ou Paata Burtschuladse (em georgiano:  პაატა  ბურჭულაძე; Tiblíssi, 12 de fevereiro de 1955) é um cantor de ópera georgiano com voz de baixo. 

## Vida
Burchuladze estudou com o maestro Olimpi Chelashvili em Tiblíssi. Nos seus tempos de estudante cantou no "Teatro estatal para ópera e ballet Sachari Paliashvili" com grande êxito. Estreou em Tiblíssi como Mefistófeles em 1975. Graças ao seu talento obteve uma bolsa para continuar a sua educação em Milão com Giulietta Simionato e Eduardo Müller.

### Carreira e distinções
Em 1981 venceu o primeiro prémio do concurso de canto Voci Verdiane em Busseto, Itália. Em 1982 obteve a medalha de ouro e o primeiro prémio na famosa Competição Internacional Tchaikovsky de Moscovo. Em 1985 triunfou no Concurso Luciano Pavarotti em Filadélfia, Estados Unidos. Após triunfar em tão importantes competições, pôde começar uma brilhante carreira nos principais teatros de ópera de Europa e América do Norte. 
Teve grande êxito na sua estreia no Covent Garden como Ramfis em Aida em 1984, junto com o tenor Luciano Pavarotti como Radamés. Não menos triunfais foram as suas primeiras aparições no La Scala de Milão e na Staatsoper de Viena, com Luisa Miller também com Luciano Pavarotti.
A sua primeira aparição na Metropolitan Opera foi como Basilio em 1989. Herbert von Karajan chamou a este artista "segundo Chaliapin" e levou-o ao Festival de Salzburgo, onde atuou várias vezes. Outro êxito na sua carreira foi a interpretação de Boris Godunov na sessão inaugural da temporada 1990-1991 do Metropolitan.

### Voz e repertório
Burchuladze tem uma das vozes de baixo com mais belo timbre e maior volume do século XX, sendo capaz de manejar com grande expressividade. Junto com o norte-americano Samuel Ramey e o finlandês Matti Salminen, constitui o grupo de vozes destacadas das últimas décadas do século XX e início do XXI. 
O repertório de Burchuladze inclui sobretudo os grandes papéis verdianos para a voa de baixo, como o Felipe II de Don Carlo; tem trabalhado o repertório russo: Boris Godunov, príncipe Gremin de Eugen Oneguin, Dosifey em Khovanshchina, o Khan Konchack de O Príncipe Igor; e, finalmente, os mais importantes papéis de baixo da escola francesa. 
Também tem trabalhado o amplo repertório de canções de diversos compositores russos. É ainda considerado um grande criador de canções.

## Discografia
- Recitais Zahlreiche (árias e canções).
- Ernani (Silva) com Pavarotti y Sutherland.
- Aida (Ramfis) com Pavarotti.
- La Forza del Destino (Padre Guardián) com José Carreras.
- Eugen Onegin (Príncipe Gremin) com Mirella Freni e Neil Shicoff.
- Don Giovanni (Comendador) sob direção de Herbert von Karajan.